# Adolphe Hug
Adolphe Hug (Zürich, 1923. szeptember 23. – 2006. szeptember 24.) svájci labdarúgókapus.